# 藤原仲直
藤原 仲直（ふじわら の なかなお）は、平安時代前期の貴族。藤原京家、参議・藤原浜成の曾孫にあたる遣唐判官・藤原豊並の子。官位は従五位下・大宰権少弐、または大宰大弐。

## 経歴
豊前権介在任中の貞観9年（867年）正月に正六位上から従五位下に叙爵し、間もなく豊前守に昇格する。元慶2年（878年）にも大宰権少弐に任ぜられるなど、九州地方の地方官を歴任した。なお、大宰権少弐任官直後に詔によって警固を摂行している。これは、かつて貞観11年（869年）に大宰権少弐・坂上滝守が警固を行っていたが、任期満了後に警戒を停止していたものについて、卜筮で「隣敵隙を窺はむ」との結果が出たことにより再開されたものとされる。

## 官歴
『日本三代実録』による。
- 時期不詳：正六位上。豊前権介
- 貞観9年（867年） 正月9日：従五位下。正月12日：豊前守
- 元慶2年（878年） 7月2日：大宰権少弐

## 系譜
『尊卑分脈』による。
- 父：藤原豊並
- 母：不詳
- 生母不詳の子女
  - 男子：藤原三仁